# Pelham (Tennessee)
Pelham – jednostka osadnicza w Stanach Zjednoczonych, w stanie Tennessee, w hrabstwie Grundy.